# Kardinalska imenovanja pape Aleksandra VI.
Papa Aleksandar VI. za vrijeme svoga pontifikata (1492. – 1503.) održao je 10 konzistorija na kojima je imenovao ukupno 43 kardinala.

## Konzistorij 31. kolovoza 1492. (I.)
1. Juan de Borja Lanzol de Romaní, stariji, nećak Njegove Svetosti, monrealski nadbiskup

## Konzstorij 20. rujna 1493. (II.)
1. Jean Bilhères de Lagraulas, O.S.B., lombeski biskup, opat opatije Saint-Denis kod Pariza, veleposlanik francuskoga kralja
2. Giovanni Antonio Sangiorgio, alesandrijski biskup, saslušatelj Svete Rimske rote
3. Bernardino López de Carvajal, kartagenski biskup, Španjolska
4. Cesare Borgia, valencijski izabrani nadbiskup, Španjolska[a]
5. Giuliano Cesarini, mlađi, apostolski protonotar
6. Domenico Grimani, apostolski protonotar
7. Alessandro Farnese, stariji, apostolski protonotar[b]
8. Bernardino Lunati, apostolski protonotar
9. Raymund Pérault, O.S.A., biskup Gurka
10. John Morton, nadbiskup Canterburya, Engleska
11. Fryderyk Jagiellończyk, krakovski administrator, Poljjska
12. Ippolito I d'Este, ostrogonski administrator, Ugarska

## Konzstorij u svibnju 1494. (III.)
1. Luigi d'Aragona, apostolski protonotar[c]

## Konzstorij 16. siječnja 1495. (IV.)
1. Guillaume Briçonnet, senmalski biskup, Francuska

## Konzstorij 21. siječnja 1495. (V.)
1. Philippe de Luxembourg, lemanski biskup, Francuska

## Konzstorij 19. veljače 1496. (VI.)
1. Juan López, peruđanski biskup
2. Bartolomé Martí, segorbski biskup, Španjolska
3. Juan de Castro, agriđentski biskup
4. Juan de Borja Lanzol de Romaní, mlađi, pra-nećak Njegove Svetosti, melfijski izabrani biskup

## Konzstorij 17. rujna 1498. (VII.)
1. Georges I. d'Amboise, ruanski nadbiskup, Francuska

## Konzstorij 20. ožujka 1500. (VIII.)
1. Diego Hurtado de Mendoza y Quiñones, seviljski nadbiskup, Španjolska
2. Amanieu d'Albret, apostolski protonotar
3. Pedro Luis de Borja Lanzol de Romaní, vitez Reda sv. Ivana, izabrani valencijski nadbiskup, Španjolska

## Konzistorij 28. rujna 1500. (IX.)
1. Jaime Serra i Cau, oristanski nadbiskup, Sardinija
2. Pietro Isvalies, nadbiskup Reggio Calabrije
3. Francisco de Borja, nadbiskup Cosenze
4. Juan de Vera, salernski nadbiskup
5. Ludovico Podocathor, kapacijski biskup
6. Antonio Trivulzio, stariji, Reg. kan. sv. Antuna, komoski biskup
7. Giovanni Battista Ferrari, modenski biskup
8. Tamás Bakócz, kancelar ugarskoga kraljevstva, ostrogonski nadbiskup, Ugarska
9. Marco Cornaro, apostolski protonotar
10. Gianstefano Ferrero, verćelijski biskup[d]

## Konzistorij 31. svibnja 1503. (X.)
1. Juan Castellar y de Borja, tranijski nadbiskup
2. Francisco de Remolins, surientski biskup
3. Francesco Soderini, volteranski biskup
4. Melchior von Meckau, briksenski biskup, Tirol
5. Niccolò Fieschi, frežuski izabrani biskup, Francuska
6. Francisco Desprats, leonski biskup, Španjolska
7. Adriano di Castello, hereforski biskup, Engleska
8. Jaime de Casanova, komornik Njegove Svetosti
9. Francisco Lloris y de Borja, elnski biskup, Francuska